# Śródmieście (Bełchatów)
Osiedle Śródmieście – centralne i historyczne osiedle Bełchatowa o bogatej historii i kulturze.

## Historia
W odróżnieniu od pozostałych osiedli, Śródmieście to historyczne centrum. W XIX wieku jako miasto magnackie i przemysłowe w centrum miasta rozwiało się głównie tkactwo a większe zasługi głównie za sprawą energicznego nowego właściciela Kaczkowskiego herbu Świnka. Spowodował, że Bełchatów znalazł się na liście miast fabrycznych Królestwa Polskiego objętych dekretem namiestnika z 18 IX 1820 r. Rodzina Helwigów kiedy kupiła posiadłości Bełchatowa założyła tutaj w centrum miasta browar, w którym produkowano piwo dostarczane do niemal całej guberni piotrkowskiej. Hellwigowie przyczynili się w znacznym stopniu do rozwoju gospodarczego i kulturalnego miasta. Mieszkali oni w Bełchatowie aż do 1943.

## Zabudowa
Osiedle bardziej zwarte tworzą kamienice z XX wieku, gdyż większość budynków z XIX wieku została zniszczona podczas wojny. Oprócz kamienic i domów są miejsca pofabryczne i inne budynki, które zostały zaadaptowane. W centrum miasta usytuowany jest Plac Narutowicza modernizowany w latach 1995–1996 oraz gruntownie zmieniony w 2006.

## Zabytki i charakterystyczne miejsca osiedla
- Świątynie
  - parafia Narodzenia NMP
- Urzędy
  - Urząd Skarbowy
  - Starostwo Powiatowe
  - Urząd Pracy
  - Policja, Prokuratura i Sąd
- Inne
  - Galeria Bawełnianka stojąca na wyburzonej dawnych Bełchatowskich Zakładów Bawełnianych
  - Plac Narutowicza
  - Kino Pokój
  - Miejskie Centrum Kultury
  - MCK Giganty Mocy[1]
- Edukacja
  - Szkoła
- I Liceum Ogólnokształcące im. Władysława Broniewskiego w Bełchatowie,
- VI Liceum Ogólnokształcące im. Zbigniewa Herberta w Bełchatowie.